# Kap Lachman
Kap Lachman ist das Nordkap der James-Ross-Insel südlich der Trinity-Halbinsel im Norden der Antarktischen Halbinsel. Es markiert die westliche Begrenzung der Einfahrt vom Prinz-Gustav-Kanal zum Herbert-Sund zwischen der James-Ross- und der Vega-Insel.
Teilnehmer der Schwedischen Antarktisexpedition (1901–1903) entdeckten das Kap. Expeditionsleiter Otto Nordenskjöld benannte es nach J. Lachman, einem Sponsor der Forschungsreise.